# Dekanat Głogówek

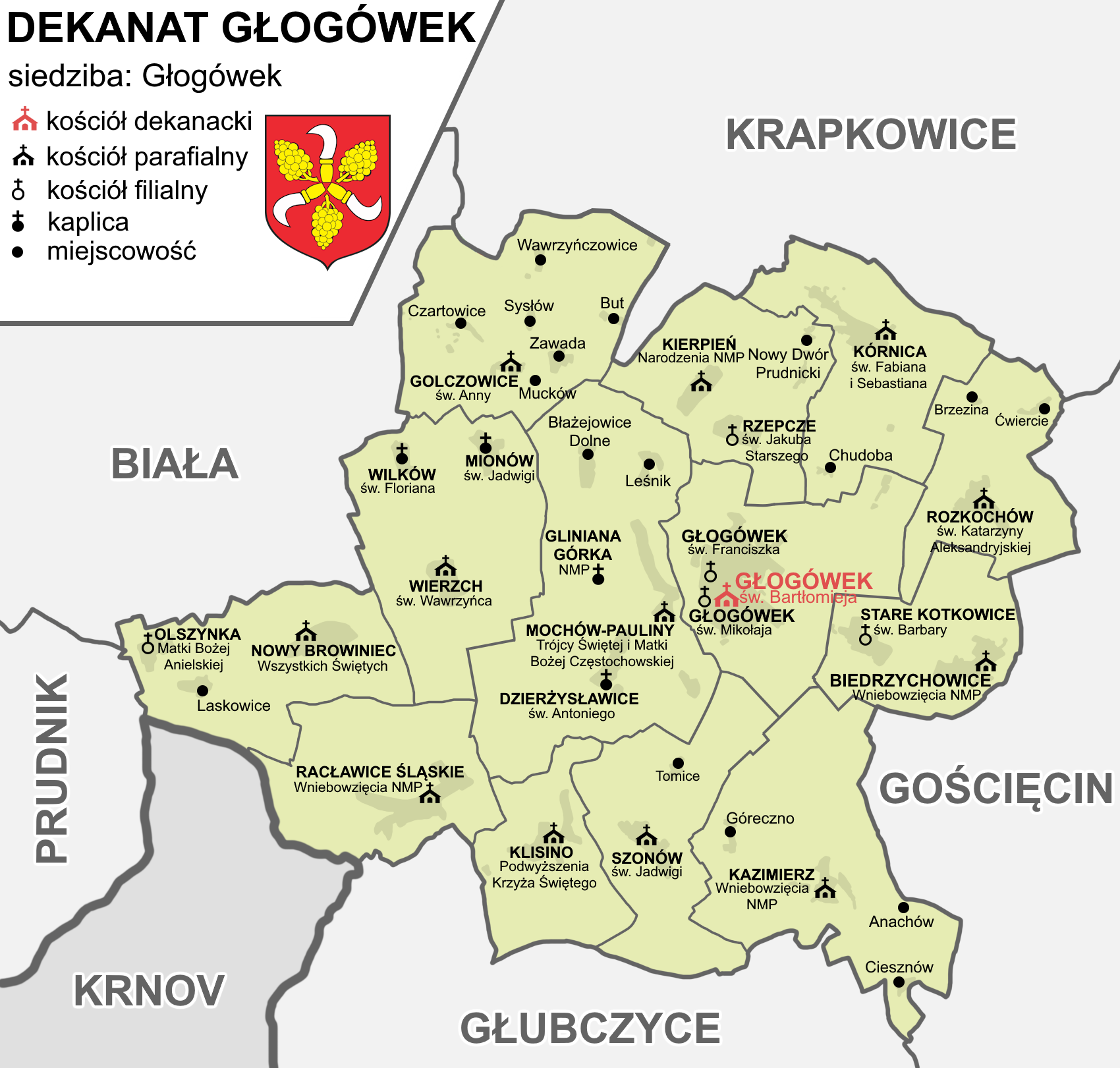
Mapa dekanatu Głogówek

Dekanat Głogówek – jeden z 36 dekanatów w rzymskokatolickiej diecezji opolskiej.

## Parafie
W skład dekanatu wchodzi 13 parafii:
- parafia Wniebowzięcia Najświętszej Maryi Panny → Biedrzychowice
- parafia Św. Bartłomieja Apostoła → Głogówek
- parafia Św. Anny → Golczowice
- parafia Wniebowzięcia Najświętszej Maryi Panny → Kazimierz
- parafia Narodzenia Najświętszej Maryi Panny → Kierpień
- parafia Podwyższenia Świętego Krzyża → Klisino
- parafia Św. Fabiana i Sebastiana → Kórnica
- parafia Trójcy Świętej i Matki Bożej Częstochowskiej → Mochów
- parafia Wszystkich Świętych → Nowy Browiniec
- parafia Wniebowzięcia Najświętszej Maryi Panny → Racławice Śląskie
- parafia Św. Katarzyny Aleksandryjskiej → Rozkochów
- parafia Św. Jadwigi → Szonów
- parafia Św. Wawrzyńca → Wierzch

## Historia
Archiprezbiterat (odpowiednik dekanatu w dawnej diecezji wrocławskiej) w Głogówku był jednym z dwunastu na jakie w średniowieczu dzielił się archidiakonat opolski diecezji wrocławskiej.
Według Schematismus des Bistums Breslau und seines Delegatur-Bezirks für das Jahr z 1863, wśród mieszkańców obszaru dekanatu Głogówek przeważał język polski. Liczba wiernych wynosiła 19 576. Do dekanatu należały parafie: Kazimierz, Nowy Browiniec, Racławice Śląskie, Klisino, Kierpień, Głogówek, Szonów, Pisarzowice, Mochów-Pauliny.
W latach 1945–1946 dekanat Głogówek tworzyło 10 parafii. W połowie 1944 wszystkie parafie dekanatu liczyły łącznie 20013 wiernych, natomiast pod koniec października 1945 – 17912 osób, w tym 5260 nowo przybyłej po wojnie ludności. Pod koniec 1946 dekanat liczył 15849 wiernych.

## Duchowni pochodzący z dekanatu
- Anton Ignaz Müntzer (Głogówek; 1659–1714) – biskup pomocniczy wrocławski
- Seweryn Jung (Głogówek; ok. 1682–1711) – franciszkanin-reformata, misjonarz
- Jan Gałeczka (Mochów; 1766–1845) – ksiądz, działacz narodowy
- Jan Piotr Chrząszcz (Mionów; 1857–1928) – ksiądz, historyk regionalny
- Alfons Rogosz (Wierzch; 1858–1934) – franciszkanin
- Ludwik Tunkel (Biedrzychowice; 1862–1941) – ksiądz, działacz społeczny
- Wilhelm Rogosz (Wierzch; 1865–1939) – franciszkanin
- Anna Kaworek (Biedrzychowice; 1872–1936) – zakonnica, przełożona generalna Zgromadzenia Sióstr św. Michała Archanioła, Czcigodna Służebnica Boża
- Franciszek Styra (Biedrzychowice; 1882–1941) – ksiądz, więzień KL Auschwitz
- Albert Willimsky (Głogówek; 1890–1940) – ksiądz, więzień KL Sachsenhausen

## Zgromadzenia zakonne
- Głogówek – oo. Franciszkanie konwentualni
- Głogówek – ss. Elżbietanki
- Mochów – oo. Paulini
- Racławice Śląskie – ss. Elżbietanki